# Carl Fredrik Landberg
Carl Fredrik Landberg, född 8 augusti 1767 i Stockholm, död 10 april 1828 i Klara församling, Stockholms stad, var en svensk jurist och politiker.

## Biografi
Landberg blev 1787 student vid Uppsala universitet. 1807 blev han rådman i Stockholm och fick 1810 lagmans namn. Åren 1810–1812 var Landberg ledamot av Riksgäldsfullmäktige och suppleant där 1812–1815.
Landberg var delaktig vid riksdagarna 1809–1818 för borgarståndet. Han var vice talman för borgarståndet vid riksdagen 1815 och talman vid urtima riksdagen 1817–1818. 1820 blev Landberg justitieborgmästare i Stockholm, en tjänst han hade fram till sin död 1828.

## Familj
Carl Fredrik Landberg var son till assistenten i Stockholms justitiekollegium och förmyndarkammare Johan Landberg (1727–85) och Maria Elisabet Ljung. Han gifte sig 1816 med Eva Ulrika Nyblén.

## Utmärkelser
- Riddare av Kungl. Nordstjärneorden.[4]
- Riddare av Kungl. Vasaorden.